# Abadía de Fonthill

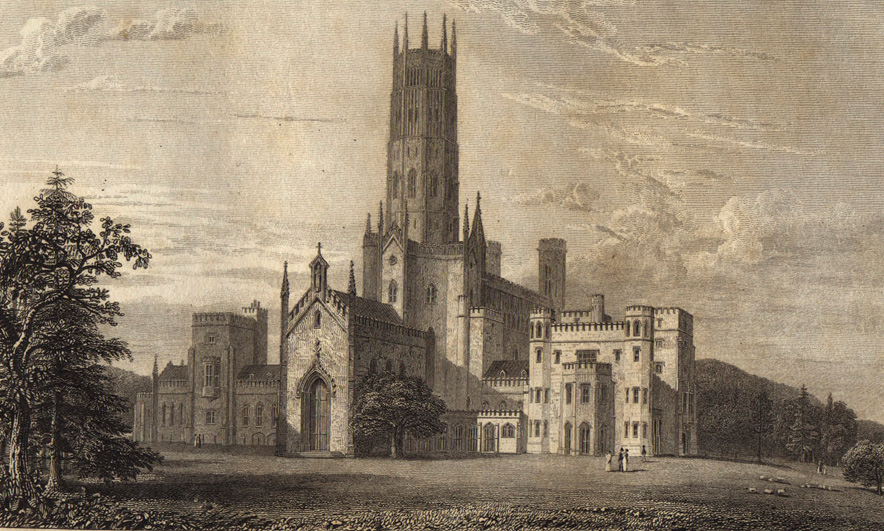
Dibujo de Fonthill Abbey.

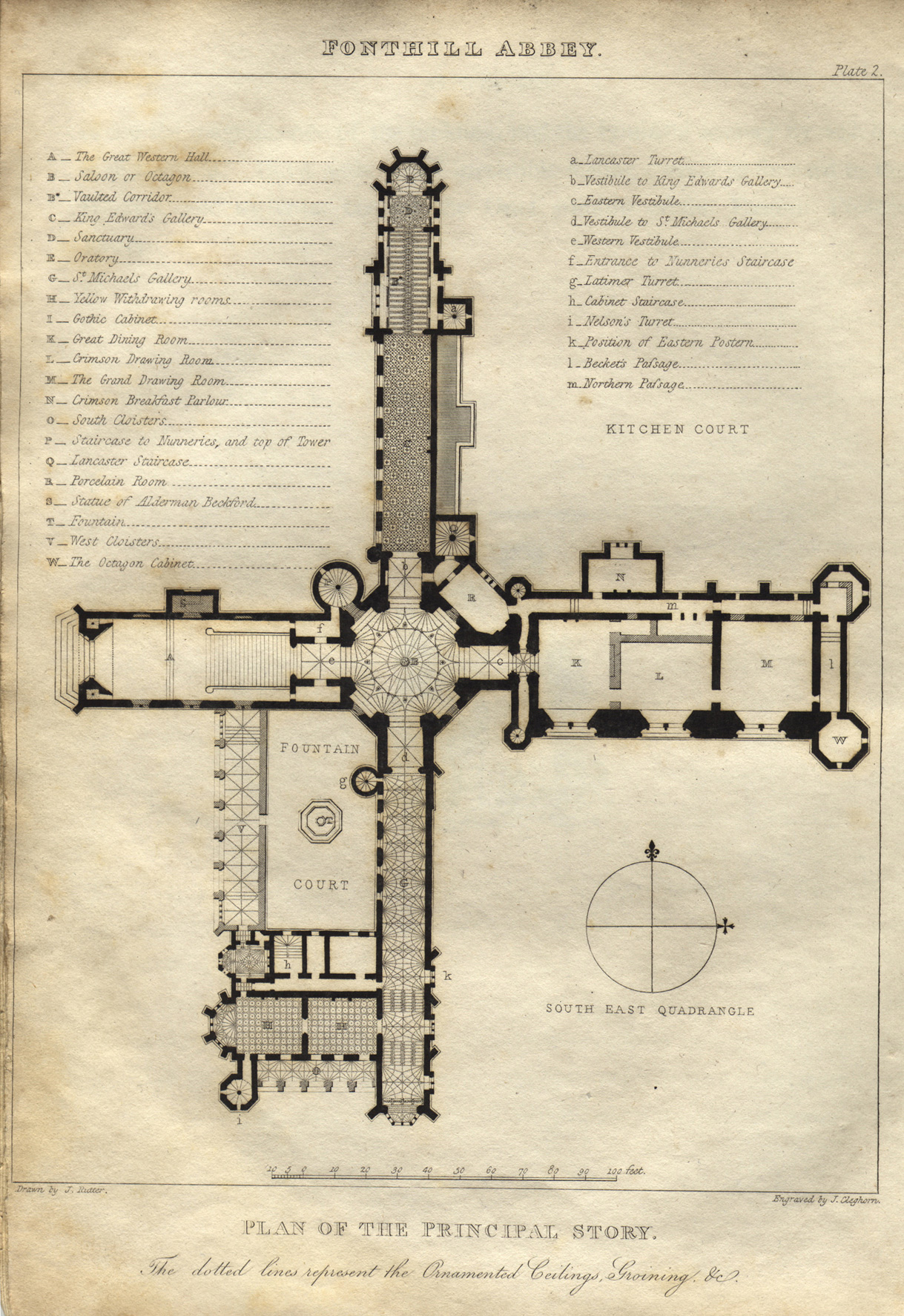
A plan of the main floor Rutter's Delineations of Fonthill.

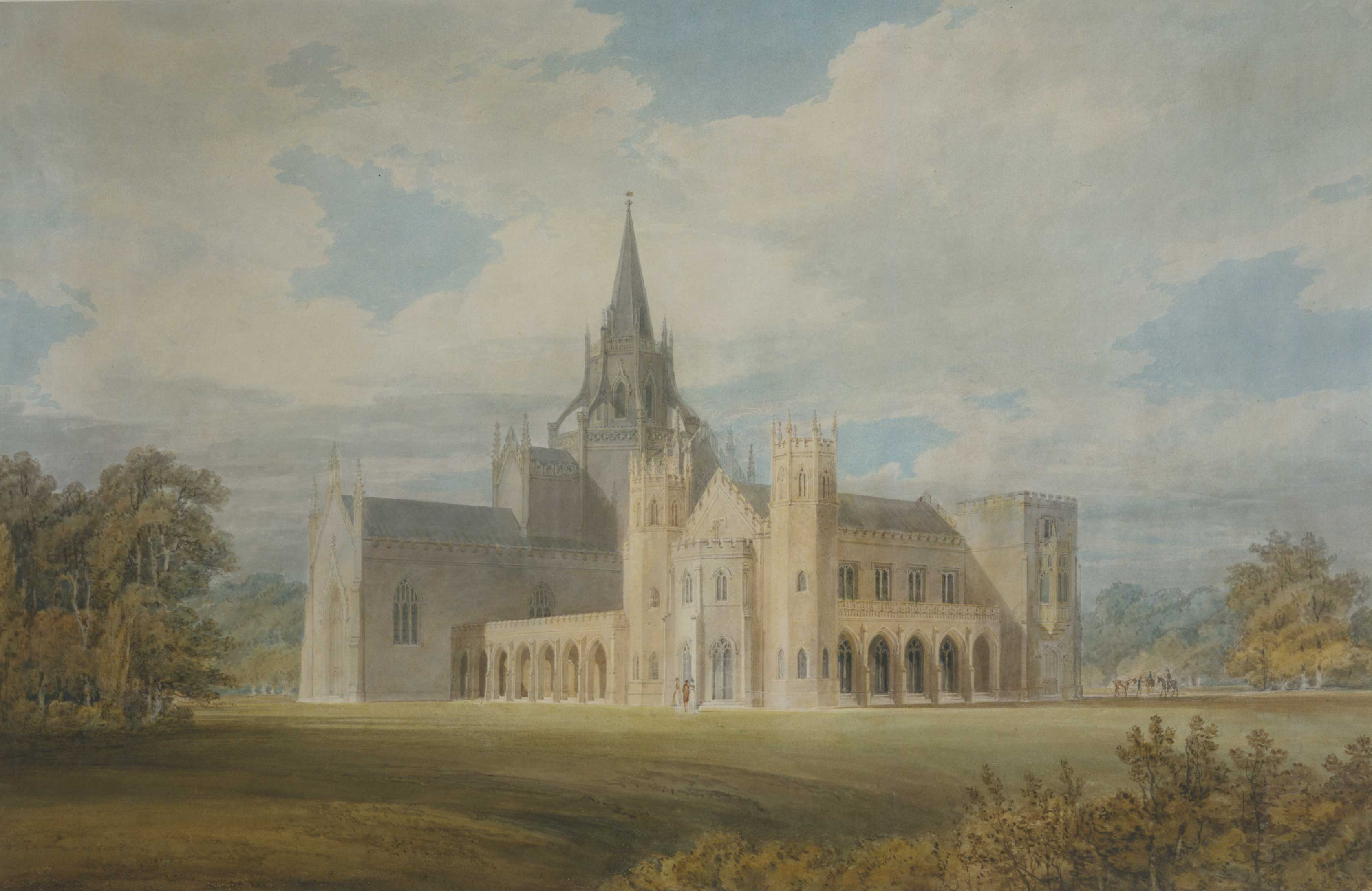
Fonthill Abbey from the southwest, 1799, by J M W Turner

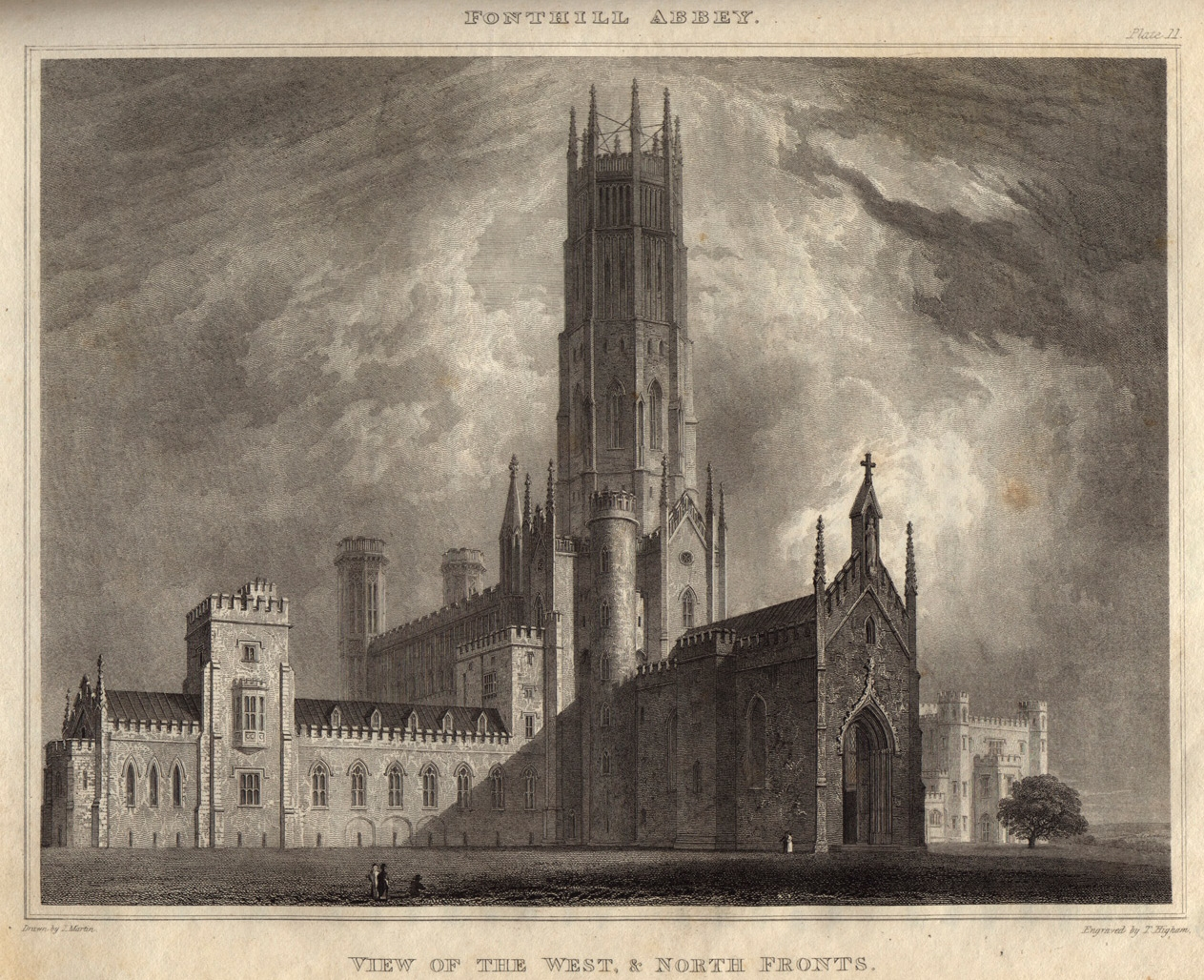
View of the west and north fronts from John Rutter's Delineations of Fonthill (1823)

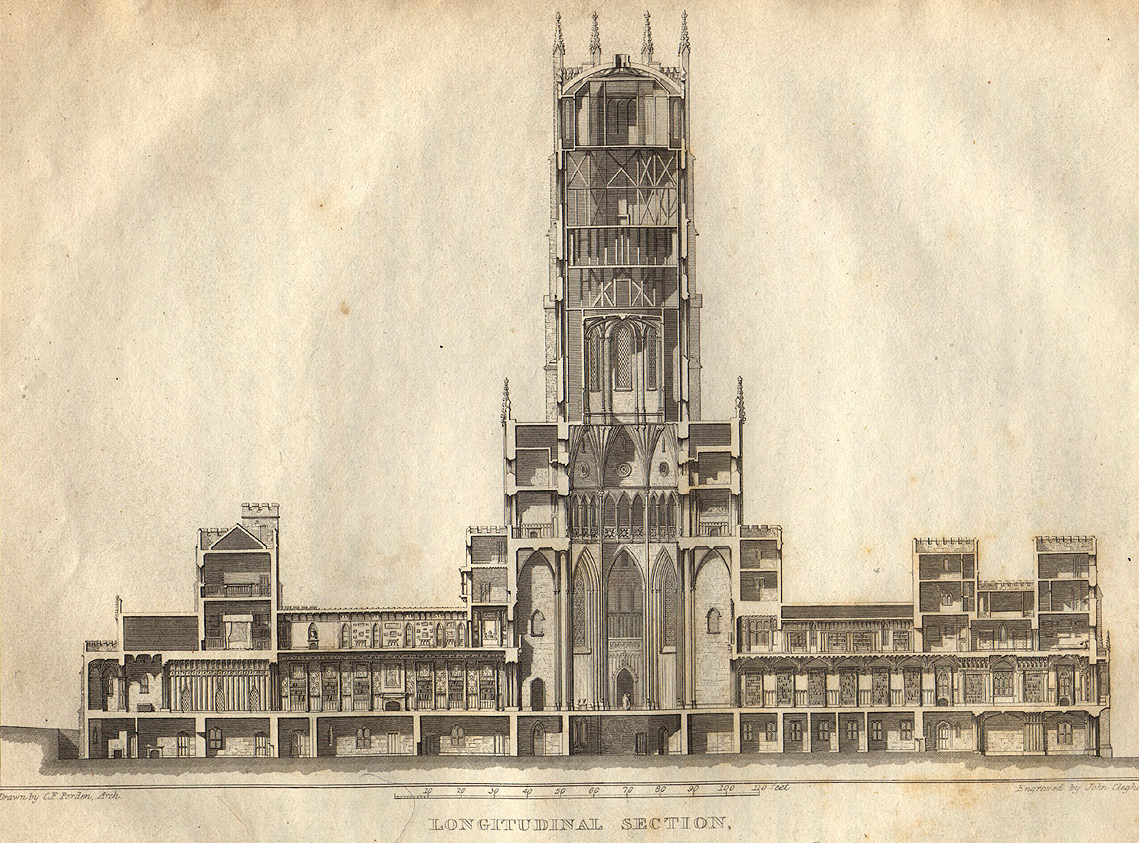
Sección de Abbey (Rutter, 1823)

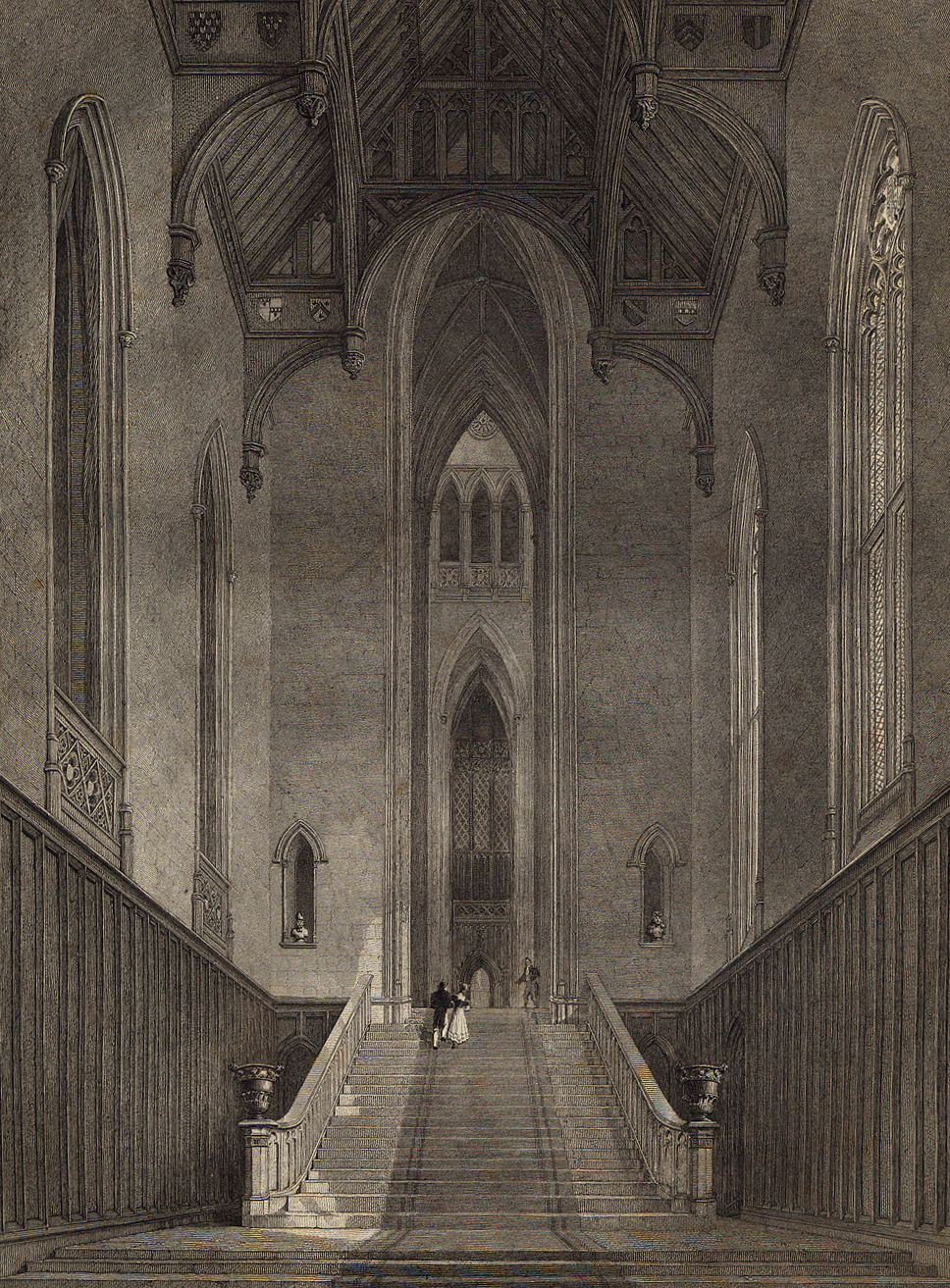
The hall of Fonthill Abbey (Rutter, 1823)

Fonthill Abbey, también conocida como Beckford's Folly, fue una gran casa de campo de estilo neogótico construida a finales del siglo XVIII en Wiltshire, Inglaterra, bajo la dirección de William Thomas Beckford. Fue construida cerca del sitio en el que estaba una casa de estilo paladiano, que fue construida por su padre, William Beckford, para reemplazar a la casa isabelina que el padre Beckford había adquirido en 1744 y que fue destruida por el fuego en 1755.

## Historia
Fonthill Abbey fue una idea original de William Thomas Beckford, hijo del rico propietario inglés de plantaciones William Beckford, y del estudiante de arquitectura Sir William Chambers. En 1771, cuando Beckford tenía diez años, heredó 1.000.000 libras (casi 320.000.000 de libras esterlinas en los importes actuales) y un ingreso anual que sus contemporáneos calcularon en alrededor de £ 100.000 (casi 32.000.000 de libras esterlinas en valores actuales), una suma colosal en aquella época, pero que algunos biógrafos creen que fue la mitad de esa suma. Los periódicos de la época le describen como «el plebeyo más rico de Inglaterra».
Se reunió por primera vez con William Courtenay (el hijo de 11 años del Vizconde de Courtenay), en 1778. Se celebró una espectacular fiesta de Navidad por el chico que duró tres días. Durante este tiempo, Beckford empezó a escribir Vathek, su novela más famosa. En 1784 se acusó a Beckford de mala conducta sexual con William Courtenay. Las acusaciones de mala conducta siguen estando sin probar, a pesar de ser provocadas por Lord Loughborough, pero el escándalo fue lo suficientemente importante como para exigir su exilio.
Beckford eligió el exilio en compañía de su esposa, de apellido de soltera Lady Margaret Gordon, pero que murió en un parto cuando la pareja había encontrado refugio en Suiza. Beckford viajó mucho después de esta tragedia a Francia, repetidamente, a Alemania, Italia, España y al país que más le gustó: Portugal.
Era rechazado por la sociedad inglesa; sin embargo, volvió a su país natal; tras haber encerrado los terrenos de Fonthill tras un largo muro de seis millas (lo suficientemente alto como para impedir la entrada a los cazadores de zorros y liebres), este romántico decidió construir una catedral.

## Colapso del edificio
La prisa decididamente obsesiva de erigir un edificio tan rápido y grandilocuente como fuese posible, junto con la decisión (en última instancia, empujado por Beckford) de alcanzar alturas estructuralmente desconocidas en el chapitel de la torre del edificio, utilizando para ello un método de construcción llamado "compo-cemento" por Wyatt, que consistía en el uso de madera estucada con cemento, dio lugar al colapso final de la torre que dañó el ala oeste del edificio también en 1825, cuando Beckford ya había vendido el edificio. El resto de la abadía fue posteriormente demolida. Solo una puerta de entrada y un pequeño remanente del ala norte (incluyendo una pequeña torre) se mantienen a día de hoy.
Beckford murió en 1844 en Bath, Somerset, Inglaterra